# Brétigny-sur-Orge
Brétigny-sur-Orge là một xã ở tỉnh Essonne thuộc vùng Île-de-France miền bắc nước Pháp.
Danh xưng cư dân địa phương Brétigny-sur-Orge trong tiếng Pháp là Brétignolais.